# بیکنزفیلد (آیووا)
بیکونسفیلد (به انگلیسی: Beaconsfield) شهری در ایالت آیووا کشور ایالات متحده آمریکا است که جمعیت آن در سرشماری سال ۲۰۱۰ میلادی، ۱۵ نفر بوده‌است.